# Refroidissement global

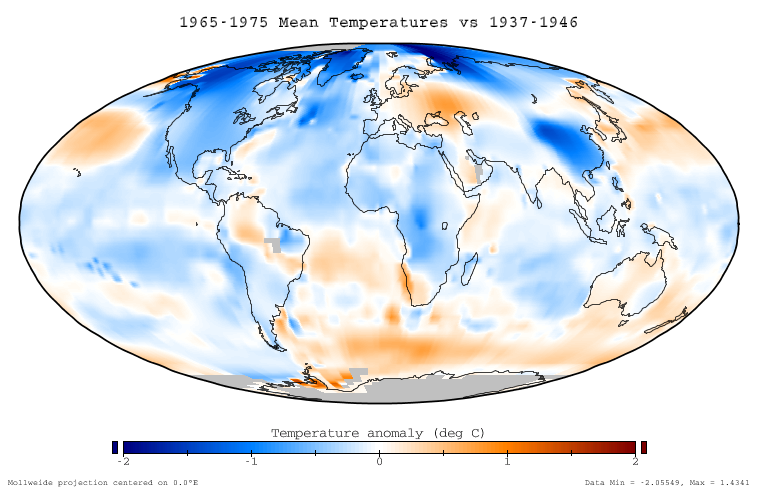
Anomalies de température moyenne durant la période de 1965 à 1975 par rapport aux températures moyennes de 1937 à 1946. Cet ensemble de données n'était pas disponible à l'époque.

Le refroidissement global est une conjecture discutée dans la sphère académique essentiellement dans les années 1970, selon laquelle un refroidissement prochain voire imminent de la Terre pourrait survenir, menant à une glaciation. Dans le contexte d'un léger refroidissement depuis les années 1940, plusieurs chercheurs ont envisagé qu'un futur refroidissement global soit provoqué par la pollution aux aérosols ou par les cycles glaciaires-interglaciaires (variation du forçage orbital).
Plusieurs articles de presse et ouvrages ont relayé cette hypothèse, parfois de manière sensationnaliste et sans refléter fidèlement la littérature scientifique de l'époque, qui était généralement plus préoccupée par un potentiel réchauffement dû à un effet de serre accru. En tout état de cause, la possibilité d'un refroidissement global a cessé d'être véritablement considérée dès la fin des années 1970, alors qu'un consensus se formait quant au réchauffement climatique.
Néanmoins, le mythe d'un consensus scientifique, dans les années 1970, sur un refroidissement global est relayé de manière récurrente dans les années 2010 et 2020, y compris avec la diffusion de fausses informations, dans une rhétorique au service du déni du changement climatique.

## Histoire de l'hypothèse
Dans les années 1970, plusieurs chercheurs émettent l'hypothèse que pourrait survenir un refroidissement global. Ils s'appuient pour cela sur plusieurs éléments,, :
- les premières reconstruction de l'évolution des températures mondiales montrent une légère baisse de celles-ci depuis 1940 dans l'hémisphère Nord ;
- les émissions d'aérosols sont en hausse, or ceux-ci ont un effet refroidissant ;
- la compréhension des cycles de Milankovitch indique que la période interglaciaire en cours, déjà plus longue que les précédentes, devrait logiquement s'achever et laisser place à une glaciation.

En 1971, S. Ichtiaque Rasool (en) et Stephen Schneider publient un article dans la revue Science, dans lequel ils concluent qu'un quadruplement de la concentration atmosphérique en aérosols, dû notamment à la hausse de la pollution industrielle, pourrait conduire à un refroidissement de 3,5 °C, susceptible de déclencher une nouvelle glaciation,,. Le météorologue Reid Bryson envisage également un refroidissement provoqué par la pollution atmosphérique et s'en ouvre largement auprès de la presse ; en 1976, il publie avec Gerald J. Dittberner un article académique qui conclut à un effet refroidissant des émissions de CO2,.
Le physicien George Kukla, qui a observé dans ses travaux une hausse de la couverture neigeuse et de glace dans l'hémisphère Nord, envisage avec prudence, dans une étude de 1972, un refroidissement progressif de l'atmosphère menant in fine à une nouvelle glaciation. Un groupe d'experts réuni début 1972 à l'université Brown pour étudier les cycles glaciaires-interglaciaires aboutit à une conclusion similaire : la période interglaciaire actuelle devrait laisser sa place d'ici quelques milliers d'années, voire centaines d'années, à une nouvelle glaciation,,.
Certains arguments favorables à un refroidissement sont toutefois contredits rapidement : l'étude de Rasool et Schneider (1971) comporte plusieurs erreurs (identifiées par Schneider qui rétracte ses conclusions en 1974), lesquelles conduisent à exagérer le pouvoir refroidissant des aérosols et à sous-estimer l'effet réchauffant du CO2 (la sensibilité climatique), ; les conclusions de Bryson et Dittberner (1976), contestées les deux années suivantes, s'avèrent n'indiquer un refroidissement qu'à court terme,.
La théorie d'un refroidissement global est diffusée par plusieurs médias durant la décennie 1970. C'est notamment le cas d'un article de Newsweek publié le 28 avril 1975 — et très fréquemment cité par la suite — intitulé « The Cooling World », qui s'inquiète que la diminution des températures n'aie des conséquences catastrophiques pour l'agriculture,,. Des articles, plus nuancés, sont également publiés dans The New York Times (1975) et National Geographic (1976). Enfin, plusieurs ouvrages grand public, notamment The Weather Machine de Nigel Calder (1974), The Cooling de Lowell Ponte (1976) et Ice or fire? de Daniel Stephen Halacy (1978), évoquent de manière peu rigoureuse l'imminence d'un refroidissement global.

## État contemporain de la science
Dès les années 1980, et après la publication du rapport Charney en 1979, l'hypothèse d'un refroidissement global est obsolète dans le milieu scientifique.
Contrairement à ce qui était craint, les émissions d'aérosols ont atteint un plateau à la fin des années 1970 (notamment sous l'effet du Clean Air Act) avant de diminuer. Le refroidissement observé à partir des années 1940 a quant à lui cessé au milieu des années 1970 ; il fait seulement figure de pause dans le réchauffement.
Enfin, s'agissant des perspectives de fin de l'interglaciaire actuel, les publications les plus contemporaines évaluent sa durée théorique à 50 000 ans en l'absence de changement climatique d'origine anthropique,. La concentration atmosphérique en CO2 due aux activités humaines est susceptible de décaler la survenue de la prochaine glaciation, potentiellement de 50 000 ans supplémentaires selon une étude parue en 2016 dans Nature,.

## Désinformation et déni du réchauffement climatique
L'hypothèse d'un refroidissement global est un thème récurrent de la désinformation sur le changement climatique. Elle est présentée fallacieusement comme consensuelle dans les années 1970 à partir d'articles de presse de cette époque — notamment l'article de Newsweek de 1975 évoqué plus haut — et plusieurs couvertures du magazine Time sont détournées de leur objet, le tout afin de discréditer le consensus scientifique sur le réchauffement climatique.

### Consensus imaginaire sur un refroidissement global

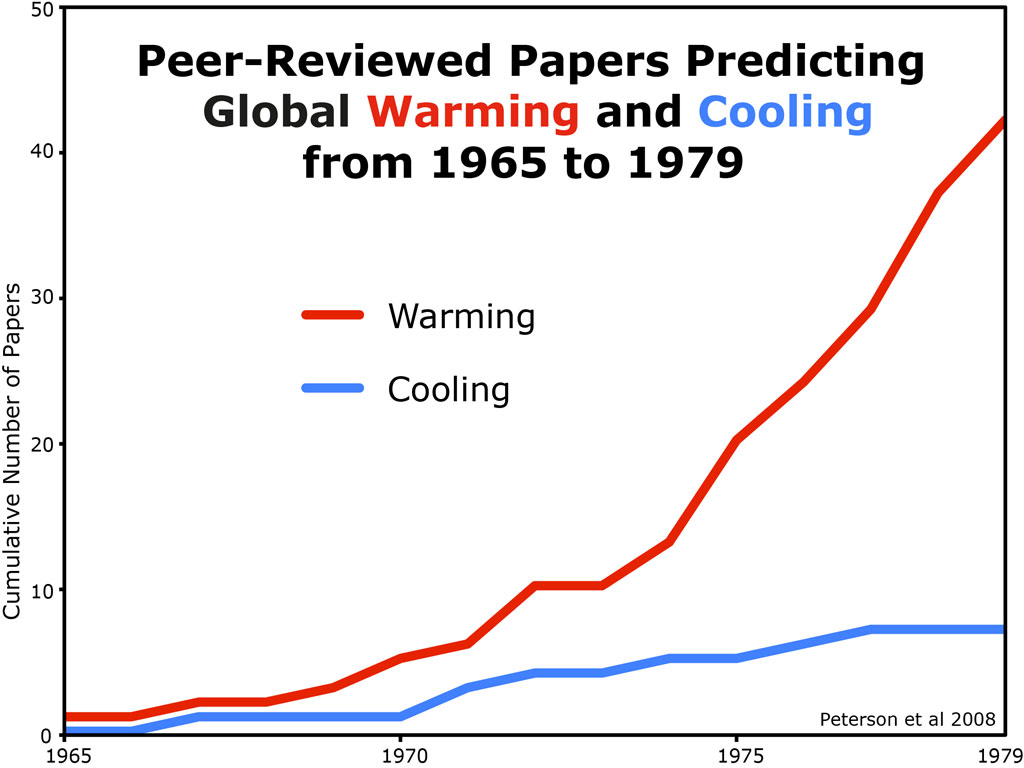
Nombre d'articles dans la littérature scientifique évaluée par les pairs envisageant un refroidissement (en bleu) et un réchauffement (en rouge), selon une étude bibliométrique de 2008.

Un argument couramment utilisé pour rejeter la réalité ou l'importance du réchauffement climatique causé par l'homme est d'alléguer que les scientifiques ont manifesté des inquiétudes concernant le refroidissement global qui ne se sont pas matérialisées, et qu'il n'est donc pas nécessaire de tenir compte des préoccupations scientifiques actuelles concernant le réchauffement climatique. Bryan Walsh du magazine Time (2013) appelle cet argument « le sophisme de l'ère glaciaire », tandis que la météorologue Margaret Orr l'analyse comme un épouvantail.
Plus encore, il est fréquemment affirmé qu'il existait un consensus scientifique dans les années 1970 quant à un futur refroidissement global. Cette affirmation est fausse. Si des hypothèses envisageant un refroidissement global sont discutées dans la sphère scientifique durant les années 1970, elles sont minoritaires à l'époque : la théorie d'un réchauffement futur dû aux émissions de gaz à effet de serre ne fait alors pas encore consensus mais elle est déjà prédominante dans la recherche, comme le montre une étude bibliométrique publiée en 2008,,,.

### Fausse «une» duTime
Pendant plusieurs années circule sur le web une image d'une « une » du Time, soi-disant datée de 1977, montrant un pingouin surmonté du titre « How to survive the coming Ice Age » (en français : « Comment survivre à la prochaine période glaciaire »). En mars 2013, The Mail on Sunday publie un article de David Rose, montrant cette même image de couverture, pour étayer son affirmation selon laquelle il y avait autant d'inquiétude dans les années 1970 à propos d'un refroidissement global qu'il y en avait maintenant à propos du réchauffement climatique. Cette « une » est en réalité un canular, comme l'indique en 2013 le Time : la photo du pingouin est tirée d'une couverture du magazine de 2007 relative au réchauffement climatique, dont le titre a été modifié. Cette fausse « une » est toujours diffusée à de multiples reprises sur les réseaux sociaux à la fin des années 2010 et au début des années 2020,, ; elle est même présentée en 2017 à Donald Trump, alors président des États-Unis, par sa conseillère adjointe à la sécurité nationale K. T. McFarland (en),.

### «Unes» duTimedétournées
Plusieurs « unes » du Time, bien réelles, sont également présentées fallacieusement, à maintes reprises, comme évoquant un refroidissement global. C'est le cas de la couverture intitulée « The Big Freeze » (en français : « Le grand froid ») du numéro de janvier 1977, qui fait en réalité référence à l'hiver 1977-1978, particulièrement froid — et non à un refroidissement global, tandis qu'une couverture au titre identique, de décembre 1973, est en fait consacrée aux conséquences du premier choc pétrolier sur le secteur énergétique américain,.